# Pirus
Pirus lub Piru Street Boys są ulicznymi gangami głównie w Compton w Los Angeles, będące w większości jednocześnie setami większego gangu - Bloodsów.
Istnieje 14 setów Piru w Compton, 2 w Inglewood, 5 w Carson, 1 w Los Angeles, 1 w Watts, 1 w Willowbrook, 1 w San Diego i 1 w Nowym Yorku. Jest jeszcze wiele innych fałszywie się za nie podających. W dzisiejszych czasach, Piru jest tylko sojuszem gangów współpracujących z Bloods'ami. Jednak kiedyś, Piru byli niezależnym od nich gangiem, niekiedy popadającym z nimi w konflikty.